# Catrobat
Catrobat é uma linguagem de programação visual baseada em blocos e um projeto de software de código aberto sem fins lucrativos. Lançado pela primeira vez em 2010 por Wolfgang Slany da Universidade de Tecnologia de Graz, na Áustria. A equipe multidisciplinar desenvolve a linguagem de programação e aplicativos gratuitos para que os adolescentes criem seus próprios jogos, animações, videoclipes ou todos os outros tipos de aplicativos diretamente em um smartphone com base no framework Catrobat.
A linguagem de programação visual foi projetada para funcionar em dispositivos móveis. O Catrobat é usado por adolescentes para diminuir a disparidade de gênero nos estudos STEM . O Catrobat foi introduzido em países menos desenvolvidos, o suporte ao idioma nativo é fornecido diretamente nos aplicativos do Catrobat e não é suportado no nível de idioma dos sistemas operacionais .